# Mistrzostwa NAIA w Zapasach w 2019
Mistrzostwa NAIA w zapasach rozegrane zostały w Des Moines w dniach 1–2 marca 2019 roku. Zawody odbyły się na terenie Jacobson Exhibition Center.
Punkty zdobyło 49 drużyn.

## Wyniki

### Drużynowo
| Kolejność | Szkoła                          | Zespół         |
| --------- | ------------------------------- | -------------- |
| 1.        | Grand View University           | Vikings        |
| 2.        | Lindsey Wilson College          | Blue Raiders   |
| 3.        | Life University                 | Running Eagles |
| 4.        | Indiana Institute of Technology | Warriors       |
| 5.        | Reinhardt University            | Eagles         |
| 6.        | Oklahoma City University        | Stars          |
| 7.        | University of the Cumberlands   | Patriots       |
| 8.        | Menlo College                   | Oaks           |

### All American

#### 125 lb
| Lp. | Zawodnik        | Szkoła         |
| --- | --------------- | -------------- |
| 1.  | Sawyer Miller   | Indiana Tech   |
| 2.  | Randy McCray    | Life           |
| 3.  | Trevor Murano   | Grand View     |
| 4.  | Keegan Hessler  | Morningside    |
| 5.  | Justin Portillo | Grand View     |
| 6.  | Koby Millner    | Reinhardt      |
| 7.  | Jordan Martinez | Campbellsville |
| 8.  | Alexander Nunez | Life Pacific   |

#### 133 lb
| Lp. | Zawodnik         | Szkoła          |
| --- | ---------------- | --------------- |
| 1.  | Erique Early     | Indiana Tech    |
| 2.  | Shiquan Hall     | Grand View      |
| 3.  | Gresh Jones      | Dickinson State |
| 4.  | Alberto Garcia   | Concordia       |
| 5.  | D’earion Stokes  | Briar Cliff     |
| 6.  | Brady Moser      | Lindsey Wilson  |
| 7.  | Blaysen Terukina | Menlo           |
| 8.  | Jacob Seto       | Cumberlands     |

#### 141 lb
| Lp. | Zawodnik        | Szkoła            |
| --- | --------------- | ----------------- |
| 1.  | David Berg      | Midland           |
| 2.  | Eric Clarke     | Grand View        |
| 3.  | Ethan Owen      | Southeastern      |
| 4.  | Nick Henneman   | Lourdes           |
| 5.  | Gaige Torres    | Indiana Tech      |
| 6.  | Dayton Marvel   | Oklahoma Wesleyan |
| 7.  | Jaedin Sklapsky | Campbellsville    |
| 8.  | Devin Poppen    | Southern Oregon   |

#### 149 lb
| Lp. | Zawodnik        | Szkoła         |
| --- | --------------- | -------------- |
| 1.  | Josh Wenger     | Grand View     |
| 2.  | Devin Reynolds  | Grand View     |
| 3.  | Tres Leon       | Cumberlands    |
| 4.  | Anthony Maia    | Cumberlands    |
| 5.  | Terrill Sidner  | Menlo          |
| 6.  | Justin Atkinson | Indiana Tech   |
| 7.  | Latrell Davis   | Lindsey Wilson |
| 8.  | Robert Humphrey | Indiana Tech   |

#### 157 lb
| Lp. | Zawodnik                  | Szkoła                    |
| --- | ------------------------- | ------------------------- |
| 1.  | Nosomy Pozo               | Life                      |
| 2.  | Brandon Weber             | MSU Northern              |
| 3.  | Justin George             | Reinhardt                 |
| 4.  | James Williams            | Embry–Riddle Aeronautical |
| 5.  | Steven Lawrence           | Grand View                |
| 6.  | Renaldo Rodriguez-Spencer | Grand View                |
| 7.  | Casey Dobson              | Providence                |
| 8.  | Mark Taijeron             | Lindsey Wilson            |

#### 165 lb
| Lp. | Zawodnik         | Szkoła         |
| --- | ---------------- | -------------- |
| 1.  | Brett Bradford   | Lindsey Wilson |
| 2.  | Ryan Niven       | Grand View     |
| 3.  | Andrew Bartel    | MSU Northern   |
| 4.  | Drake Randall    | Eastern Oregon |
| 5.  | Adrian Lyons     | Providence     |
| 6.  | Matt Landgraff   | Oklahoma City  |
| 7.  | Brennan Swafford | Graceland      |
| 8.  | Cole Tenety      | Reinhardt      |

#### 174 lb
| Lp. | Zawodnik            | Szkoła                    |
| --- | ------------------- | ------------------------- |
| 1.  | Lucas Lovvorn       | Baker                     |
| 2.  | Lucius Van Rensburg | Life                      |
| 3.  | Lawton Benna        | Grand View                |
| 4.  | Chase Vincent       | Oklahoma City             |
| 5.  | Michael Carew       | Reinhardt                 |
| 6.  | Daniel Butler       | Embry–Riddle Aeronautical |
| 7.  | Nathan Walton       | Cumberlands               |
| 8.  | Dalton Tipton       | Missouri Valley           |

#### 184 lb
| Lp. | Zawodnik        | Szkoła                    |
| --- | --------------- | ------------------------- |
| 1.  | Anthony Orozco  | Menlo                     |
| 2.  | Joseph Robinson | Lindenwood – Belleville   |
| 3.  | Antonio Stewart | Reinhardt                 |
| 4.  | Artie Bess      | Grand View                |
| 5.  | Jacob Smith     | Baker                     |
| 6.  | Brooks Climmons | Brewton–Parker            |
| 7.  | Tyler Hall      | Embry–Riddle Aeronautical |
| 8.  | Jason Davis     | Southeastern              |

#### 197 lb
| Lp. | Zawodnik        | Szkoła                    |
| --- | --------------- | ------------------------- |
| 1.  | Evan Hansen     | Grand View                |
| 2.  | Isaac Bartel    | MSU Northern              |
| 3.  | David Hamil     | Brewton–Parker            |
| 4.  | David Dow       | Baker                     |
| 5.  | Elias Mason     | Embry–Riddle Aeronautical |
| 6.  | Harley Dilulo   | Eastern Oregon            |
| 7.  | Tanner Fischer  | Southern Oregon           |
| 8.  | Dialo Matsimela | Life                      |

#### 285 lb
| Lp. | Zawodnik        | Szkoła          |
| --- | --------------- | --------------- |
| 1.  | Brandon Reed    | Lindsey Wilson  |
| 2.  | Korey Walker    | Oklahoma City   |
| 3.  | Jesse Gomez     | Missouri Valley |
| 4.  | Shawn Beeson    | Graceland       |
| 5.  | Quandre Chisolm | Cumberlands     |
| 6.  | Brandon Hill    | Life            |
| 7.  | Bryson McGowan  | Oklahoma City   |
| 8.  | Aaron Johnson   | Cumberlands     |